# Sitzkonsole
Sitzkonsole ist die Bezeichnung für den tragenden Unterbau von Autositzen, speziell der PKW-Vordersitze. Sie dienen zur Ausrichtung des Sitzes im Kraftfahrzeug und zur Befestigung  an der Bodengruppe.
Häufig besteht die Sitzkonsole aus einem einfachen Metallrahmen, der auf dem Boden aufliegt und einem darüber montierten, geneigten Rahmenteil auf dem der Sitz montiert wird. Manche Sitze werden mit seitlicher Befestigung an getrennten Seitenkonsolen auf der Bodengruppe montiert. 
Es gibt Standard-Sitzkonsolen mit Normmaßen der Befestigungsvorrichtungen und solche die speziell für bestimmte Modelle angefertigt sind.
Für die horizontale Verstellung werden zwischen Sitz und Konsole verschiebbare Sitzschienen mit Rast- und Arretiereinrichtungen montiert. Bei einigen Fahrzeugen werden die Konsolen und der Sitz direkt miteinander verbunden. Dies geschieht, wenn die Sitze eine  eingebaute Horizontalverstellung haben oder keine Verstellbarkeit vorgesehen ist. Die Sitzkonsole kann auch Einrichtungen zum Vorklappen des ganzen Sitzes haben. 
Bei Schwenk- und Hubsitzen  hat die Sitzkonsole Einrichtungen zum Drehen und Herausfahren über die Türschwellenkante und je nach Ausstattung auch zum Heben und Senken des Sitzes.